# 渡邊小百合
渡邊 小百合（わたなべ さゆり、1985年7月14日 - ）は、日本の女優。宮崎県出身。

## 来歴・人物
上京後、歯科衛生士から女優へ転職。2008年ミス・ユニバース・ジャパンTOP5。現在、舞台・映画・CM・モデルなど幅広く活躍中。ボランティア活動にも力を入れている。第5回アパマンショップキャンペーンガール（2013年）グランプリを受賞。

## 出演作品

### 舞台
- へなちょこヴィーナス【STRAYDOG】　主演
- 即興演劇集団FREECRUZ 1[ichi]
- 母の桜が散った夜【STRAYDOG】
- 悪い奴ら―SAGA―【D.K HOLLYWOOD】
- スポタニ vol.3「釣書バード」（2013年6月13日-16日、キンケロ・シアター）

### テレビドラマ
- その男、副所長2（第2話）
- 吉原炎上
- 地獄少女
- 喰いタン2 （日本テレビ）
- リバウンド（2011年4月27日・5月25日、日本テレビ）

### その他テレビ番組
- ストライク・ガール〜ボウリング新時代〜（2012年〜2013年、BS-TBS）

### 映画
- Bloodブラッド (2009年4月29日公開)下山天監督
- 弁天通りの人々（2009年5月16日公開）市川徹監督
- シルバーホストG
- 「DRIFT5」
- バブルへGO！タイムマシーンはドラム式

### CM
- コアリズム
- ミックマック・ヘアブラシ「TRUE」レインボーカラー
- ダイエット＆コラーゲン　明治製菓
- NIKE
- BMG　聴くサプリwithモーツァルト
- 任天堂DS リズム天国 マーチャ篇（2005年）

### PV
- 風味堂 恋空 3部作　サヨナラの向こう側
- 風味堂 恋空 3部作　カラダとカラダ
- 風味堂 恋空 3部作　手をつないだら
- MEILIN Innocent Girl